# Steven Brill
Steven Brill (født 27. maj 1962) er en amerikansk skuespiller, filmproducer, instruktør og manuskriptforfatter. Han instruerede og var medforfatter på Little Nicky og instruerede Mr. Deeds, Without a Paddle, Heavyweights og Drillbit Taylor. Han havde en cameo rolle i alle The Mighty Ducks-film og optrådte i The Wedding Singer, Mr. Deeds og Knocked Up, selvom hans rolle i den sidst nævnte ikke blev krediteret af Judd Apatow. Han har også optrådt som Barfly i Sex, Lies, and Videotape.
Som instruktør, var Brill en af de centrale aktører (sammen med Harvey Weinstein ) i 2007/2008 Fanboys optagelse/redigering af kontroverser.

## Filmografi

### Som instruktør
- Heavyweights (1995)
- Little Nicky (2000)
- Mr. Deeds (2002)
- Without a Paddle (2004)
- Drillbit Taylor (2008)
- The Do-Over (2016)

### Som manusforfatter
- The Mighty Ducks (1992)
- D2: The Mighty Ducks (1994)
- Heavyweights (1995)
- D3: The Mighty Ducks (1996)
- Little Nicky (2000)
- Ready to Rumble (2000)

### Som skuespiller
- Sex, Lies, and Videotape (1989) – Barfly
- Going Overboard (1989) – Priest
- Genuine Risk (1990) – Jimmy
- Postcards from the Edge (1990) – Assistant Director
- Edward Scissorhands (1990) – Dishwasher Man
- Almost an Angel (1990) – 2nd Male Teller
- Batman Returns (1992) – Gothamite #1
- The Mighty Ducks (1992) – Frank Huddy
- The Opposite Sex and How to Live with Them (1992) – George/French TV Announcer
- Aspen Extreme (1993) – Waiter
- When a Man Loves a Woman (1994) – Madras Tie Guy
- D2: The Mighty Ducks (1994) – Celebrity at Party
- Don't Do It (1994) – Waiter/Phone Sex
- French Exit (1995) – Ben
- D3: The Mighty Ducks (1996) – Arcade Attendant
- The Wedding Singer (1998) – Glenn's Buddy
- Big Daddy (1999) – Castellucci
- Joe Dirt (2001) – Cop at Crime Scene
- Mr. Deeds (2002) – Violin Player (ikke krediteret)
- Knocked Up (2007) – Ben's Boss
- Drillbit Taylor (2008) – Doctor